# Автошлях Т 0724
Автошля́х Т 0724 — автомобільний шлях територіального значення у Закарпатській області. Пролягає територією Міжгірського району через Синевир — Синевирську Поляну. Загальна довжина — 13,9 км.

## Маршрут
Автошлях проходить через такі населені пункти:
| Автошлях Т 0724      |        |
| Закарпатська область |        |
| Міжгірський район    |        |
| Синевир              | Т 0720 |
| Синевирська Поляна   |        |